# Jobbet, framför allt!
Jobbet, framför allt! (tyska: Hauptsache Arbeit!) är en satirisk pjäs skriven av Sibylle Berg i mars 2010.  Pjäsen hade premiär på Staatstheater Stuttgart.

## Handling
Pjäsen utspelar sig på en båt och handlar om ett försäkringsbolags firmafest, som blir en sorts gameshow som belyser absurditeten i många former av lönearbete.
Ett par råttor bryter av och tycks orkestrera handlingsutvecklingen, och tar rollen som berättare på ett brechtianskt manér. Råttorna håller en sorts milgram-experiment relaterade till lönearbetet, och administrerar elchocker till de lönearbetande.
Ett urval av karaktärerna inkluderar: en chef som beter sig vidrigt och har ett enormt ego, en arbetsnarkoman besatt av träning och prestation, en HR-representant med stockholmssyndrom, en alienerad och likgiltig kontorist, en kvinnlig lönearbetare som "kastat in handduken" beträffande det mesta i livet förutom god mat, och en annan kvinna som blir sexuellt trakasserad av sin chef, och så vidare. Pjäsen är en reflexion beträffande vad lönearbetet som de flesta människor ägnar sig åt betyder, hur det påverkar och kontrollerar våra liv. Kort och gott, vad det gör med oss.
Tonen i pjäsen är cynisk, och det presenteras en bred flora av narrativ som avväpnar de vanliga narrativen, som rättfärdigar människors relation till lönearbetet, och den förgivettagna logiken i människors situationer. Något som kan sägas lämnar publiken med en känsla av avväpning och förfall, som skapar ett nytt utrymme för att föreställa sig något som kan fylla det tankemässiga tomrum som lämnas öppet. Pjäsen kritiserar främst meningslöst arbete, den förgivettagna 40-timmarsveckan, och hur människor ofta börjar identifiera sig med sitt lönearbete som en social roll de tar med sig även bortom lönearbetet. Men någon brist på kritik av hur lönearbetet dominerar människors hela livsföring, så väl som vad människor ens kan föreställa sig som möjligt.

## Mottagande
- Teaterkritikern Cecilia Djurberg skrev att "Om jag inte redan lämnat denna själsdödande arbetskultur bakom mig hade jag behövt en rejäl triggervarning innan jag såg Sverigepremiären av Sibylle Bergs arbetslivssatir Jobbet, framför allt! Så kraftiga flashbacks ger den mig."[3]
- Teaterkritikern Ingegärd Waaranperä kallade pjäsen "En thrillerkomedi om arbetslivets förnedrande och karriäristiska element. Det är både otäckt och roligt."[4]
- Chefsdramaturgen Bochow vid Die Staatstheater Stuttgart ansåg att "försäkringsbolagets anställda kom att representera en psykologisk profil över ett helt samhälle."[6]

## Fotnoter
1. 1 2  Halter, Martin. ”Theater: „Hauptsache Arbeit“: Ratten auf dem singenden Schiff” (på tyska). FAZ.NET. ISSN 0174-4909. https://www.faz.net/aktuell/feuilleton/buehne-und-konzert/theater-hauptsache-arbeit-ratten-auf-dem-singenden-schiff-1952984.html. Läst 29 mars 2022.
2. ↑  Ring, Lars (20 mars 2022). ”Skarp satir om hur jobb kan äta upp livet”. Svenska Dagbladet. ISSN 1101-2412. https://www.svd.se/a/XqL9mo/sevard-satir-om-hur-jobb-kan-ata-upp-livet. Läst 29 mars 2022.
3. 1 2  ”Dystopisk firmafest med glada partyhattar”. www.aftonbladet.se. https://www.aftonbladet.se/a/Kz7Bve.
4. 1 2  ”Otäck och rolig pjäs om det nya arbetslivet”. DN.SE. 2022-03-20. https://www.dn.se/kultur/otack-och-rolig-pjas-om-det-nya-arbetslivet/.
5. ↑  Germany, Stuttgarter Zeitung, Stuttgart. ”Stuttgarter Staatstheather: Hauptsache Arbeit!” (på tyska). stuttgarter-zeitung.de. https://www.stuttgarter-zeitung.de/inhalt.stuttgarter-staatstheather-hauptsache-arbeit.66bcfce0-c033-4d4c-93c6-449b80733dbb.html.
6. 1 2  Online, FOCUS. ”Sibylle Bergs böse Parabel „Hauptsache Arbeit“” (på tyska). FOCUS Online. https://www.focus.de/kultur/diverses/sibylle-bergs-boese-parabel-hauptsache-arbeit-theater_id_1984709.html. Arkiverad 29 mars 2022 hämtat från the Wayback Machine.
7. ↑  ”Jobbet, framför allt!”. web.archive.org. 2022-03-27. https://web.archive.org/web/20220327005707/https://kulturhusetstadsteatern.se/teater/jobbet-framfor-allt.